# Empidideicus variegatus
Empidideicus variegatus is een vliegensoort uit de familie van de Mythicomyiidae. De wetenschappelijke naam van de soort is voor het eerst geldig gepubliceerd in 2001 door Greathead & Evenhuis.